# Lo de Sierra
Lo de Sierra är en ort i Mexiko.   Den ligger i kommunen Irapuato och delstaten Guanajuato, i den centrala delen av landet, 270 km nordväst om huvudstaden Mexico City. Lo de Sierra ligger 1 764 meter över havet och antalet invånare är 414.
Terrängen runt Lo de Sierra är huvudsakligen platt, men österut är den kuperad. Runt Lo de Sierra är det tätbefolkat, med 257 invånare per kvadratkilometer. Närmaste större samhälle är Irapuato, 9,8 km sydväst om Lo de Sierra. Omgivningarna runt Lo de Sierra är en mosaik av jordbruksmark och naturlig växtlighet.